# Relay (Satellit)

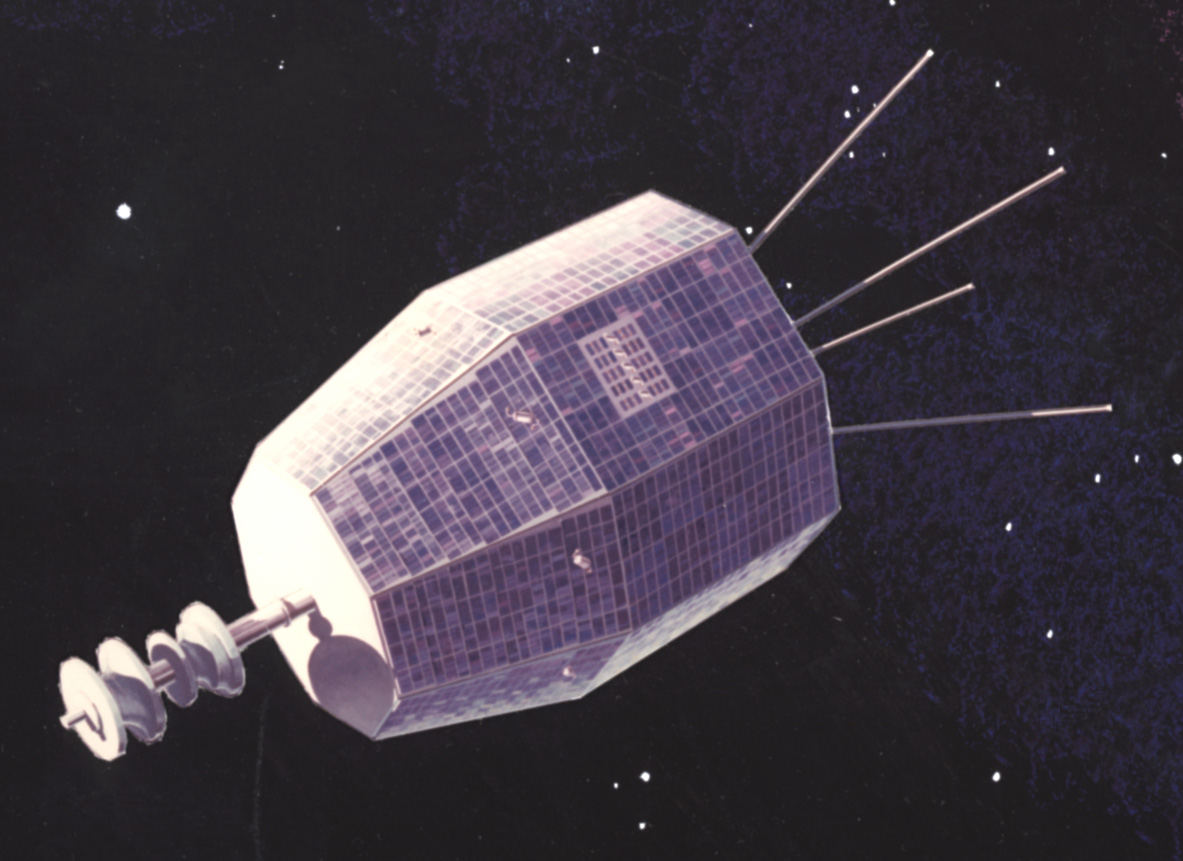
Künstlerische Darstellung der Satelliten Relay 1 & Relay 2 der NASA

Relay war ein frühes amerikanisches Programm experimenteller Kommunikationssatelliten, das aus den beiden Satelliten Relay 1 und Relay 2 bestand. Finanziert wurde das Programm von der NASA, gebaut wurden die beiden Satelliten von dem Unternehmen RCA. Beide Satelliten befanden sich im Jahr 2018 noch auf so hohen Umlaufbahnen, dass sie für weitere Jahrzehnte im Weltraum verbleiben können.

## Relay 1
Relay 1 wurde am 13. Dezember 1962 an der Spitze einer Rakete vom Typ Delta B vom Startkomplex LC-17A der Cape Canaveral Air Force Station aus auf den Weg in eine Erdumlaufbahn gebracht.

### Technische Informationen
Der Satellit war etwa 83 cm (33 inches) hoch und wog etwa 78 kg (172 pounds). Der spinstabilisierte Satellit drehte sich anfangs mit einer Geschwindigkeit von 167,3 Umdrehungen pro Minute um seine eigene Achse, deren Lage im Raum durch eine Deklination von −68,3° und eine Rektaszension von −56° bestimmt ist. Die Umlaufzeit des Satelliten um die Erde betrug anfangs 185,09 Minuten, die Umlaufbahn wies ein Perigäum von etwa 1.320 km (820 Miles) und ein Apogäum von etwa 7.450 km (4.630 Miles) auf.
Zur Nutzlast gehörten Strahlungsexperimente, mit denen die Lage und Ausdehnung des heute als Van-Allen-Gürtel bekannten Strahlungsgürtels der Erde aufgenommen werden sollte. Der Satellit konnte über die Mastantenne in Verlängerung der Satellitenachse mit jedem der beiden alternativ verwendbaren Transponder mit einer Sendeleistung von 10 W entweder einen Fernsehkanal oder zwölf Telefongespräche im Duplexverfahren übertragen.
Im Satellit befand sich ein Sender für die Übermittlung der Bahndaten des Satelliten und ein weiterer für die Übermittlung von Telemetriedaten. Das Telemetriesystem verwendete Puls-Code-Modulation mit einer Übertragungsrate von 1152 bit/s. Von den in jedem Zeitfenster von 1 s übermittelten 128 Datenwörtern eines Telemetriedatensates wurden 113 Datenworte für die Übermittlung von Daten für das Strahlungsexperiment genutzt.
Bereits kurz nach dem Start traten zwei grundlegende Probleme auf. Das erste war die Reaktion des Satelliten auf verfälschte Steuerungskommandos, das zweite ein fehlerhaftes Ladeverhalten eines der durch Solarzellen gespeisten elektrischen Netzteiles für die im Satelliten verwendeten Nickel-Cadmium-Akkumulatoren. Durch diese Unterspannung im Bordnetz war der Satellit in den ersten beiden Wochen seiner Umlaufzeit nicht nutzbar, konnte aber anschließend weitgehend wie vorgesehen genutzt werden. Für Relay 1 war eine automatisch Abschaltung zum Ende des Jahres 1963 vorgesehen, die zu diesem Zweck im Satelliten installierte Elektronik versagte jedoch. Durch das fehlerhafte Ladeverhalten der Energieversorgung wurde der Satellit zu Beginn des Jahres 1965 in einen Unterspannungsstatus versetzt. Bis zum 10. Februar 1965 gelangen noch sporadisch Datenübertragungen, danach konnten keinerlei wissenschaftlich verwertbare Informationen mehr empfangen werden.

### Nutzung
Im April 1963 wurde ein Elektroenzephalogramm aus Bristol in England über den Satelliten an die Mayo-Klinik übermittelt und die dort erfolgte Diagnose dem Arzt in England über Satellit zurück übermittelt.
Relay 1 war der erste Satellit, mit dem Signale einer Fernsehsendung zwischen den Vereinigten Staaten und Japan übertragen wurden. Diese Übertragung fand mit dem Umlauf 2677 am 22. November 1963 von 2027:42 bis 2048 (GMT) (13:27 Ortszeit Dallas) statt. Für die Übertragung war ein vorab aufgezeichnetes Grußwort von John F. Kennedy an die Bevölkerung Japans vorgesehen, stattdessen wurde die Nachricht des an diesem Tag etwa eine Stunde vorher auf ihn erfolgten Attentats gesendet. Mit dem nächsten Umlauf 2678 übertrug der Satellit die erste in den Vereinigten Staaten und Japan gleichzeitig ausgestrahlte Sendung mit dem Titel “Record, life of the Late John F. Kennedy”. Mit späteren Umläufen übertrug NBC den Trauerzug vom Weißen Haus zur Kirche. In den drei auf den Mord folgenden Tagen übertrug Relay 1 elf Fernsehberichte, acht nach Europa und drei nach Japan. Alle für die Übertragung nutzbaren Überflugphasen des Satelliten wurden genutzt, um die Sendung aktueller Berichte zu den tragischen Ereignissen zu ermöglichen.
Im August 1964 wurde der Satellit Relay 1 zur Übertragung der Olympischen Spiele aus Tokio von den Vereinigten Staaten nach Europa genutzt. Die Berichte waren vorher über den Satelliten Syncom 3 von Japan in die Vereinigten Staaten übermittelt worden. Damit wurden erstmals zwei Satelliten gleichzeitig für die Übertragung einer Fernsehsendung genutzt. Über Relay 1 erfolgte die erste Satellitenübertragung zwischen Nord- und Südamerika, sowie von den Vereinigten Staaten nach Japan, nach Skandinavien und nach Deutschland. Insgesamt übertrug dieser Satellit 81 Fernsehbeiträge und übertraf damit seine vorgesehene Lebensdauer von einem Jahr um mehr als das Doppelte.

### Empfangsmöglichkeiten

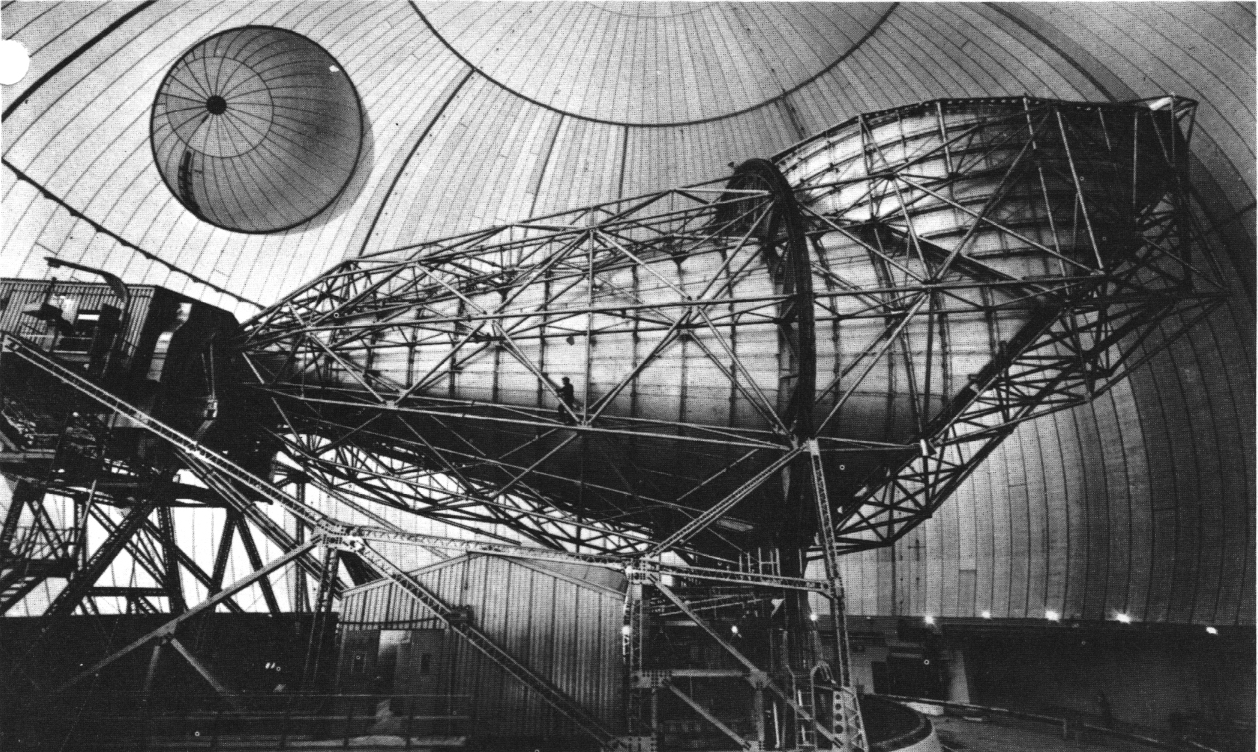
Hornantenne zur Kommunikation mit Relay 1 in Andover, Maine

Für die etwa gleichzeitig stattfindenden Versuche mit den Satelliten der Reihen Telstar (1 und 2), Syncom (1, 2 und 3) und Relay (1 und 2) waren mehrere, teilweise mobile Satellitenempfangsstationen unter anderem in Andover (Maine), Goonhilly (Cornwall) und Pleumeur-Bodou (Frankreich) entstanden. Eine Antenne von 10 m Durchmesser erwies sich dabei als ausreichend.
COSPAR-Bezeichnung von Relay 1: 1962-068A

## Relay 2
Relay 2 wurde am 21. Januar 1964 an der Spitze einer Rakete vom Typ Delta B vom Startkomplex LC-17B der Cape Canaveral Air Force Station gestartet und glich in seinem physikalischen Aufbau weitestgehend dem bereits im Umlauf befindlichen Relay 1. Durch verschiedene Änderungen konnte sein Verhalten jedoch dahingehend verbessert werden, dass er im Gegensatz zu Relay 1 auf die Steuerkommandos richtig reagierte. Der erste der beiden im Satelliten befindlichen Transponder arbeitete bis zum 20. November 1966 ordnungsgemäß. Ab diesem Zeitpunkt verlängerte sich die Zeit bis zu seiner jeweiligen Betriebsbereitschaft, am 20. Januar 1967 fiel er endgültig aus. Der zweite Transponder funktionierte bis zum 9. Juni 1967.
Am 13. Juni 2024 erfasste das Australian Square Kilometre Array Pathfinder, bestehend aus 36 Radioteleskopen, für knappe 30 Nanosekunden einen Impuls von etwa 400 Watt. Forscher der Cornell-Universität identifizierten den Ursprung als Relay 2 und stellten zwei Thesen für den Impuls auf. Möglicherweise war eine elektrostatische Entladung, welche sich durch das Erdmagnetfeld aufgebaut hatte, die Ursache, auch ein Mikrometeoriten-Aufschlag könnte eine Wolke aus heißen, geladenen Teilchen erzeugt haben die als Impuls sichtbar waren.
COSPAR-Bezeichnung von Relay 2: 1964-003A